# Mitromorpha swinneni
Mitromorpha swinneni là một loài ốc biển, là động vật thân mềm chân bụng sống ở biển thuộc họ Mitromorphidae, họ ốc cối.